# Battaglia di Negapatam (1746)
La battaglia di Negapatam fu una battaglia navale combattuta il 25 luglio 1746 al largo delle coste indiane presso la costa del Coromandel durante la Guerra di successione austriaca.
Lo scontro oppose una flotta francese di nove vascelli, sotto il comando di Bertrand-François Mahé de La Bourdonnais ad una britannica di sei navi comandata dal capitano Peyton. Si trattò di uno scontro combattuto su lunghe distanze, che si risolse in un nulla di fatto. Tuttavia, dopo il combattimento, gli inglesi furono costretti a deviare ed rifugiarsi a Trincomalee (un possedimento olandese a Ceylon), ammettendo in pratica la sconfitta, anche se i francesi avevano subito perdite maggiori.
La vittoria consentì quindi a La Bourdonnais di conquistare Pondicherry e di sbarcarvi con molto materiale bellico e 5 300 000 lire d'argento.